# Martin Plowman
Martin Plowman, né le 3 octobre 1987 à Burton upon Trent dans le Staffordshire, est un pilote automobile britannique. Il a remporté en 2013 les 24 Heures du Mans ainsi que le Championnat du monde d'endurance FIA en catégorie LMP2.

## Biographie
Il commence sa carrière en monoplace en 2008 en prenant part au championnat de Formule 3 Euro Series, où il ne décroche aucun point.
Il part l'année suivante en Indy Lights et réussit à engranger plusieurs top 10. C'est en 2010 qu'il parvient à signer sa première victoire, lors de l'épreuve du Mid-Ohio, une saison qui le voit terminer à la 4e place du général.
En 2011, il dispute 3 courses d'IndyCar Series au sein du Sam Schmidt Motorsports et se classe 33e au championnat.
Plowman participe ensuite à la saison 2012 de l’American Le Mans Series. Il y pilote une Morgan LMP2 de l'équipe Conquest Endurance et termine deuxième de sa catégorie avec deux victoires.
Il prend part ensuite à la saison 2013 du Championnat du monde d'endurance FIA. Il est engagé sur une Morgan LMP2-Nissan qu'il partage avec le Belge Bertrand Baguette et le Mexicain Ricardo González. Le trio entame la saison par une 4e place (12e au général) aux 6 Heures de Silverstone et une 3e position (11e au général) aux 6 Heures de Spa. Le moment fort de la saison survient lors des 24 Heures du Mans où la bagarre est très serrée entre les deux voitures sœurs du Oak Racing, les deux Morgan-Nissan s'étant échangées la tête tout au long de l'épreuve. C'est finalement Plowman, Baguette et González qui l’emportent après 329 tours parcourus et un record de 12 périodes sous régime de voiture de sécurité. L'équipe inscrit elle un doublé historique dans la catégorie LMP2.
La suite de la saison est marquée par une 2e place lors des 6 Heures de São Paulo, suivie d'une 7e position aux 6 Heures du circuit des Amériques. L'équipage gagne ensuite 6 Heures de Fuji après s'être élancée de la pole position, mais inscrit seulement la moitié des points à cause du fait nombre de tours parcourus en raison des conditions climatiques. Plowman monte à nouveau sur le podium lors des 6 Heures de Shanghai avant de terminer 4e des 6 Heures de Bahreïn qui clôturent la saison. L'équipage remporte ainsi le Trophée Endurance FIA de la catégorie en précédant l’équipage de la voiture sœur, ce qui permet à Oak Racing de remporter le Trophée des équipes de LMP2.

## Palmarès
- 2008 : Formule 3 Euro Series, 31e
- 2009 : Indy Lights, 11e
- 2010 : Indy Lights, 4e, 1 victoire et 3 podiums
- 2011 : IndyCar Series, 3 courses, 37e
- 2012 : American Le Mans Series, deux victoires dans la catégorie LMP2 à Mosport et à Road America

- 24 Heures du Mans : Vainqueur LMP2 en 2013 ;
- Championnat du monde d'endurance FIA : Champion LMP2 en 2013.

## Résultats aux 24 heures du Mans
| Année | Équipe     | Voiture     | Catégorie | Équipiers                          | Classement Général | Classement Catégorie |
| ----- | ---------- | ----------- | --------- | ---------------------------------- | ------------------ | -------------------- |
| 2013  | Oak Racing | Morgan LMP2 | LMP2      | Ricardo Gonzalez Bertrand Baguette | 7e                 | Vainqueur            |